# Tausendundeine Nacht (Fernsehserie)
Tausendundeine Nacht ist eine Fernsehserie des ZDF, die von 1969 bis 1970 ausgestrahlt wurde. Die Serie erzählt Abenteuer aus einer orientalischen Welt.

## Handlung
In der Serie Tausendundeine Nacht fesselt die schöne Scheherazade (Vera Tschechowa) den Sultan (Siegfried Rauch) mit spannenden Abenteuer- und Liebesgeschichten aus einer orientalischen Welt.
Die Serie war auch unter dem Titel Tausendundeine Nacht – Orientalischer Bilderbogen bekannt. Die Folgen liefen donnerstags um 20.15 Uhr, die letzte am Pfingstmontag nachmittags.

## Hintergrund
Die Serie war eine der aufwändigsten Großproduktionen des ZDF der 1960er mit 50 Hauptdarstellern, 18 Balletmädchen, zahlreichen Artisten, 50 „echten Arabern“, 10 „Haremswächtern“ und 550 Statisten.

## Schauspieler und Rollen
| Schauspieler         | Rolle          |
| -------------------- | -------------- |
| Salah Baraka         | Zweiter Herold |
| Eva Berthold         | Num            |
| Hanna Burgwitz       | Sasan          |
| Hans Jürgen Diedrich | Abu Hasan      |
| Gernot Duda          | Akbar          |
| Hannelore Elsner     | Laila          |
| Sylvia Frank         | Fatima         |
| Erich Fritze         | Omar           |
| Michael Grimm        | Ibu            |
| Imo Heite            | Dandan         |
| Romuald Pekny        | Ibn Sidi       |

| Schauspieler          | Rolle         |
| --------------------- | ------------- |
| Kurt Pratsch-Kaufmann | Wesir         |
| Osman Ragheb          | Erster Herold |
| Willy Rasky           | Saduk         |
| Siegfried Rauch       | Sultan        |
| Claus Ringer          | Aladin        |
| Hans Schellbach       | Sultan        |
| Ernst Schönle         | Wesir         |
| Chesterina Sim Zecha  | Jasmin        |
| Vera Tschechowa       | Scheherezade  |
| Klaus W. Krause       | Jusuf         |
| Fritz Wepper          | Sadi          |

## Episoden
| Folge | Ausstrahlung       |
| ----- | ------------------ |
| 1     | 23. Januar 1969    |
| 2     | 20. März 1969      |
| 3     | 15. Mai 1969       |
| 4     | 17. Juli 1969      |
| 5     | 18. September 1969 |
| 6     | 15. Mai 1970       |